# Henri Guillaumet
Pour les articles homonymes, voir Guillaumet.
Henri, Jules, Constant, Guillaumet (né le 29 mai 1902 à Bouy, près de Châlons-en-Champagne et mort le 27 novembre 1940 au-dessus de la Méditerranée) est un aviateur français, pilote des Lignes Latécoère, puis Aéropostale et Air France et fait partie des plus grands pilotes civils de l'aviation française. En Espagne, au-dessus du Sahara espagnol, dans les Andes, par-dessus l'Atlantique Sud, puis l'Atlantique Nord, il contribua à la gloire de la Ligne Aéropostale ainsi qu'à l'ouverture de nombreuses routes commerciales françaises.

## Biographie
Il eut deux frères aînés, René et André, et n'avait que deux ans lorsque sa mère, Marie, décéda en mettant au monde un quatrième enfant, prénommé Pierre, qui ne survécut pas. Les enfants furent élevés par leur grand-mère et par leur père, Paul, jusqu'à la mort de ce dernier en 1918 et c'est ensuite le frère aîné, René, qui tint le rôle de chef de famille.
Il assiste à six ans, à une navigation d'Henri Farman, qui relie Mourmelon à Reims ; il effectue son baptême de l'air à l'âge de quatorze ans, alors que le premier conflit mondial dure depuis déjà deux années. Habitant à côté du Camp de Châlons, il côtoie, en cachette, les différents avions militaires jusqu'à ce qu'un officier de reconnaissance, lui propose un vol en avion Voisin, en toute illégalité.
Après guerre, et autorisé par son frère, il obtient une bourse afin d'incorporer l'école de pilotage d'Orly, créée sous l'égide de l'Aéronautique militaire, par Charles Nungesser, célèbre as de la Première Guerre mondiale et futur candidat à la transatlantique. Il vole seul pour la première fois, le 1er août 1921 et obtient son brevet de pilote militaire le 15 octobre suivant, aux commandes d'un avion Nieuport 11, plus communément appelé « Bébé Nieuport », alors qu'il est âgé de 19 ans.

### Service militaire
En février 1922, il devance l'appel sous les drapeaux en contractant un engagement de trois ans, d'abord au Centre d'Instruction Militaire d'Istres, avant d'être affecté au 38e régiment de chasse de Thionville, dans la 8e escadrille, sous les ordres du lieutenant Léon Challe. Il y rencontre la fine fleur des pilotes tels que Florentin Bonnet, René Weiser ou encore Jean Mermoz, ce dernier de retour d'une campagne militaire en Syrie. Sous l'uniforme, il remporte, en 1923, le concours de tir aérien à Cazaux, puis, après avoir renouvelé son engagement militaire d'une année, il gagne, le 15 juin 1925, la célèbre coupe Military Zenith, course réservée aux pilotes militaires. La course, ouverte entre le 16 juin et le 15 de l'année suivante, avec une interruption, entre le 15 octobre et le 15 mars, s'effectue sur le circuit Villacoublay - Metz - Strasbourg - Dijon - Lyon - Châteauroux - Tours - Villacoublay, à effectuer deux fois dans la même journée, soit un total de 2 810 kilomètres. Aux commandes d'un avion Nieuport-Delage 29 sportivement prêté par le lieutenant Challe, pourtant titulaire du meilleur temps la veille de la fin de la compétition, Guillaumet, jusque-là héros malchanceux de l'épreuve, réussit l'exploit de remporter la victoire lors du dernier jour autorisé, en devançant son supérieur de dix minutes, avec une moyenne de 187,587 km/h pour l'ensemble du parcours. Il avait, entre le 22 mai et le 13 juin, déjà réalisé cinq tentatives infructueuses.
C'est peu de temps ensuite, lors d'une permission en août 1925, qu'il retrouve, par hasard à la terrasse d'un café parisien, Jean Mermoz, démobilisé depuis plus d'un an. Ce dernier l'invite à le rejoindre dans l'entreprise Latécoère, future Aéropostale.

### Ligne Latécoère puis Aéropostale
Une fois rendu à la vie civile, Henri rejoint donc, à Toulouse, la Compagnie Latécoère, le 13 février 1926. Sur le terrain de Montaudran, il commence aussitôt, comme c'est la règle avec le directeur d'exploitation Didier Daurat, par un stage aux ateliers afin de parfaire ses connaissances en mécanique. Il est ensuite affecté dans un premier temps à la ligne du courrier, Toulouse-Barcelone-Alicante, puis Casablanca-Dakar. Le 14 octobre 1926, il fait la connaissance d'Antoine de Saint-Exupéry, nouvellement embauché dans la Compagnie et qu'il initie ensuite, lors de son premier courrier, devenant par la même occasion son indéfectible ami.
En mars 1927, alors en poste sur la ligne africaine Casablanca-Dakar, il participe, avec Marcel Reine, Jean Mermoz et Léon Antoine, aux recherches qui permettent de libérer des aviateurs uruguayens prisonniers des Maures[Information douteuse], ce qui leur vaudra décorations et les honneurs du monde entier. En juillet 1928, il effectue un voyage de reconnaissance entre Saint-Louis du Sénégal et Douala, puis de Saint-Louis à Brazzaville, où il vole 6 000 km au-dessus de la forêt équatoriale.
Le 9 juin 1929, il embarque à Marseille sur le paquebot Valdivia afin de rejoindre Jean Mermoz à Rio de Janeiro, alors qu'il vient de rencontrer Noëlle Mermod, une Suissesse qui deviendra sa femme. Le 14 juillet suivant, il débute sur le réseau de l'Amérique du Sud et inaugure bientôt la ligne régulière Argentine-Chili au-dessus de la Cordillère des Andes. Le 12 mai 1930, il réalise la dernière étape, entre Mendoza et Santiago du Chili, de la première liaison 100 % aérienne du courrier entre la France et le Chili, Mermoz ayant réalisé à cette occasion, la première traversée commerciale aérienne de l'Atlantique-Sud. Au mois d'août suivant, et après son incroyable aventure dans les Andes, Mermoz le rappelle en France en vue de le former pour les futurs vols transatlantiques.
Il obtient son brevet de pilote d'hydravion le 6 décembre de la même année, alors que l'Aéropostale commence à rencontrer de nombreux problèmes financiers dus à la crise financière de 1929, ainsi qu'à la révolution brésilienne. Henri demande alors à repartir en Amérique du Sud et s'y installe avec sa femme, au pied de la Cordillère, dont il effectuera 393 fois la traversée, ce qui lui vaudra le surnom d'« Ange de la Cordillère ».

### Survie légendaire
Le 12 juin 1930, c'est l'hiver dans l'hémisphère sud et la tempête qui sévit oblige Henri à rebrousser chemin, et à revenir se poser à Santiago du Chili après plus d'une heure de vol infructueux. Le lendemain, vendredi 13 juin 1930, à 8 heures du matin, il décolle à nouveau du terrain de Colina, malgré une météo toujours aussi exécrable, pour sa 92e traversée des Andes, aux commandes de son Potez 25, immatriculé F-AJDZ. Après avoir vainement tenté de se faufiler à travers la montagne par la voie habituelle, celle du Nord, il opte pour un passage au Sud, en espérant un temps plus clément. Mais pris dans des vents rabattants d'une tempête de neige et sans aucune visibilité, il ne parvient pas à repasser les à-pics et, après avoir cherché un passage dans la montagne pendant deux heures, à court d'essence, décide de se poser aux abords de la Laguna Diamante. Durant l'atterrissage, la neige qui s'accumule devant ses roues freine son avion qui effectue un « pylône » et se retrouve à l'envers.

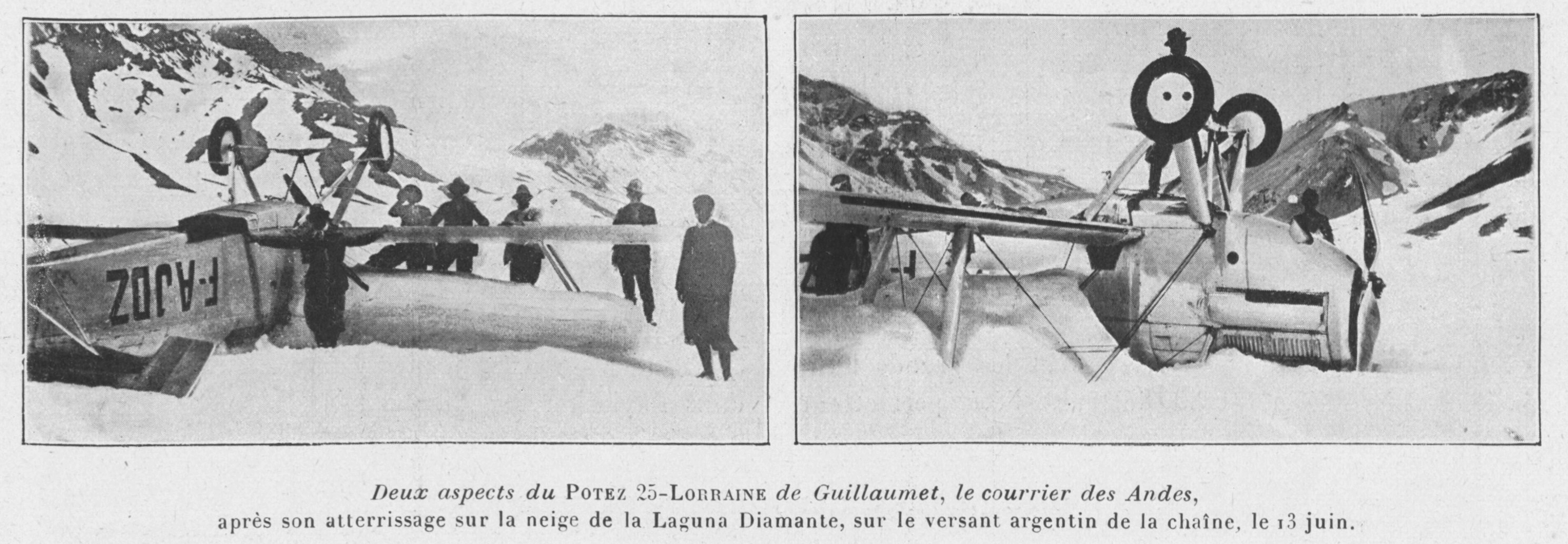
Le Potez 25-Lorraine d'Henri Guillaumet retourné dans les Andes.

Bloqué par la tempête de neige, il passe les deux premières nuits enveloppé dans son parachute, dans un abri qu'il a creusé dans la neige sous l'aile de son avion retourné. Puis, au matin du 3e jour, alors que le temps s'est calmé, il aperçoit dans le ciel un avion parti à sa recherche. Il tire une fusée de détresse mais l'avion continue sa route sans le voir. De dépit, il décide de partir à pied, après avoir inscrit sur la carlingue de son avion : « N'ayant pas été repéré, je pars vers l'Est. Adieu à tous, ma dernière pensée sera pour ma femme ». Il emporte sa petite valise, qui contient seulement une boussole, une lampe électrique, un petit réchaud à alcool solidifié, des allumettes et quelques vivres – de la viande en conserve, du lait condensé et du rhum –, puis il se met en route en estimant qu'avec trois à quatre jours de beau temps et de lune claire il pourrait marcher jour et nuit pour accomplir les 60 kilomètres qui le séparent de la plaine d'Argentine. Très vite fatigué par le froid et par l'altitude, il se force à ne jamais s'endormir, sachant que le sommeil risque d'entraîner sa mort. « Après deux, trois, quatre jours de marche, on ne souhaite plus que le sommeil. Je le souhaitais. Mais je me disais : ma femme, si elle croit que je vis, croit que je marche. Les camarades croient que je marche. Ils ont tous confiance en moi. Et je suis un salaud si je ne marche pas ». Il ne le savait pas, mais son lieu d'atterrissage n'était qu'à un jour et demi de marche d'un village argentin ; il choisit la mauvaise direction pour trouver de l'aide, ce qui explique qu'il ait dû marcher pendant cinq jours et quatre nuits avant de rencontrer un adolescent argentin de 14 ans, Juan Gualberto Garcia, avec sa mère, qui le recueillent près d'un ruisseau,.
Les secours sont prévenus par le père de l'adolescent, et Guillaumet est alors conduit au village de San Carlos où il est recueilli par son ami Saint-Exupéry. L'exploit, que les habitants des vallées résument parfaitement « Es imposible », construit la légende de cet homme discret au milieu des grands noms de l'Aéropostale. À Saint-Exupéry venu le rechercher, il déclare : « Ce que j'ai fait, je te le jure, jamais aucune bête ne l'aurait fait ». L'écrivain lui dédie, près de dix ans plus tard, son livre à succès Terre des Hommes, dans lequel il relate l'aventure de son ami. Contre toute attente, Guillaumet repart et effectue en tout 393 traversées de la Cordillère. Lorsque, alors qu'il tente de relier Paris à Saïgon, à la fin décembre 1935, Saint-Exupéry s'écrase dans le désert libyen en compagnie de son mécanicien André Prévot, il marche aussi dans la direction de l'est, « celle de la vie », que Guillaumet suivit dans la montagne.

### L'Atlantique Sud
Rappelé en France au sein de la nouvelle compagnie nationale Air France, qui a racheté l'Aéropostale, Henri Guillaumet participe avec Mermoz à sa première traversée de l'Atlantique Sud, le 25 septembre 1934, à bord de l'avion trimoteur Couzinet 70, l'Arc-en-Ciel, dans le sens Amérique du Sud-France. Dès lors, Henri Guillaumet effectuera au total 84 fois la traversée de l'océan, avec différents types d'avions et d'hydravions, la dernière ayant lieu le 11 novembre 1939.

### Disparition de Mermoz
Le 7 décembre 1936, Guillaumet, qui est chef de l'hydrobase de Dakar, accueille pour la dernière fois Jean Mermoz avant son vol fatal avec tout l'équipage de l'hydravion postal, Latécoère 300, la Croix-du-Sud. Il est le témoin du décollage, puis du retour de l'appareil et assiste aux tentatives de réparation sur le réducteur d'hélice défaillant, car aucun autre avion n'est disponible dans l'immédiat. Après avoir appris la nouvelle de la disparition de la Croix-du-Sud, il survole l'océan deux jours durant, aux commandes du Farman F 2200 F-AOXE Ville-de-Montevideo enfin réparé, parfois jusqu'à la limite de la panne de carburant, à la recherche de son grand ami. C'est ensuite lui qui annonce à « Mangaby », la mère de Mermoz, que jamais elle ne reverra son fils.

### Course Istres-Damas-Paris
À l'été 1937, après l'annulation de la course New-York à Paris, devant commémorer le 10e anniversaire de la traversée de Charles Lindbergh, jugée trop dangereuse par le gouvernement américain, l'Aéroclub de France la remplace au pied levé par une course d'Istres à Paris, avec « détour » par Damas, en Syrie. Parmi les treize appareils au départ, quatre sont Français, dont le Breguet 470 T « Fulgur », codé « F-1 » de Paul Codos et de Maurice Arnoux, ainsi que le Farman F.2231 et codé « F-2 » d'Henri Guillaumet. Le vendredi 20 août au soir, l'équipage du Farman immatriculé F-APUZ (futur Chef-pilote-Laurent-Guerrero), avec Louis Lanata en second pilote, Le Duff le radio et Vauthier le mécanicien, prend l'air à 20 h 12, en 4e position, derrière les autres équipages français. Le lendemain, à 10 h 31, Guillaumet passe à la verticale de Damas sans se poser, son appareil quadrimoteur étant le seul à disposer d'assez d'autonomie pour ne pas avoir à ravitailler. Pris au retour dans un orage d'une violence exceptionnelle, au-dessus de la péninsule de l'Istrie, il se déroute vers l'aérodrome de Belgrade, après 7 200 km et 26 heures de vol.
Désireux de repartir le soir même, Guillaumet, suivant des conseils avisés, remet son départ au lendemain. Et alors que les équipages italiens, arrivés aux trois premières places au Bourget, dès 16 heures le samedi 21, fêtent leur succès, Guillaumet fait son apparition bon dernier, 9e de la course, le dimanche 22 août à 13 h 17, après 41 h 55 de vol, à la moyenne de 145 km/h. Pour la France, l'échec de cette course est total, malgré la 5e place de Codos, démontrant au grand jour le retard certain pris par son aéronautique face à celles des autres grandes puissances.

### L'Atlantique Nord
En vue de vols d'exploration au sein de la toute jeune compagnie Air France Transatlantique, et aux commandes de l'hydravion hexamoteur, Latécoère 521 F-NORD, Lieutenant-de-vaisseau-Pâris, du nom de l'officier de marine Paulin Paris, disparu en 1934, Guillaumet peut enfin s'attaquer à l'Atlantique Nord. Et après une tentative avortée en octobre 1937, remplacée par un record du monde de distance pour hydravion Classe C.Bis, entre Port-Lyautey et le Brésil (5771 km en 33 h 51), Guillaumet décolle l'année suivante pour de bon vers New York. Le 23 août 1938, après décollage de Biscarrosse et des escales à Lisbonne et aux Açores, il amerrit à Port-Washington sur le lac Michigan, le 31 août, après un vol cumulé de 38 heures.
Le 6 septembre suivant, en empruntant la route du nord, au large de Saint-Pierre-et-Miquelon, et après 7 402 km, il amerrit à Biscarrosse, le 9 septembre, réalisant le second aller-retour français sur la traversée, depuis Paul Codos et Maurice Rossi en 1934. Malheureusement, à la suite de la crise des Sudètes, déclenchée par le chancelier allemand Hitler, le gouvernement français annule tous les autres vols prévus pour l'année 1938. Après les accords de Munich, le 29 septembre suivant, la saison hivernale n'est plus propice aux vols sous les latitudes de l'Atlantique Nord.
C'est donc à partir du printemps 1939 que Guillaumet peut reprendre ses vols d'exploration en effectuant au total douze fois la traversée, alternant entre les commandes du Lieutenant-de-vaisseau-Pâris (huit traversées) et son sister-ship, le Latécoère 522 F-ARAP,Ville-de-Saint-Pierre, (quatre traversées). Ainsi, les 14 et 15 juillet 1939, pour sa huitième traversée, il effectue, sans escale, la liaison directe New York-Biscarrosse en 28 heures et 27 minutes de vol, parcourant 5 875 km à la moyenne de 206 km/h, dont 2 300 km avec un moteur stoppé.
Cet exploit lui permet de décrocher le Ruban bleu du record de la traversée par hydravion, alors que la France fête le 150e anniversaire de la Prise de la Bastille. Pour l'occasion, son ami, l'écrivain pilote Antoine de Saint-Exupéry a pris place, en tant que passager, à bord de l'appareil. Le 28 août de la même année, il effectue sa dernière traversée de l'Atlantique Nord, les autorités ayant décidé de stopper toutes les traversées transatlantiques, en prévision de la guerre imminente.

### Seconde Guerre mondiale
Lors de la déclaration de guerre avec l'Allemagne, Guillaumet demande à être affecté dans une unité de combat aérien et principalement dans la chasse. Il écrit au général Pujo, président d'Air France, et futur ministre de l'Air. « Vous comprenez mon impatience, mon Général, car je suis de l'Est », une région ayant eu énormément à souffrir lors du premier conflit mondial. Malgré toutes ses démarches, l'intégration dans l'aviation militaire lui est refusée, du fait de son âge (37 ans) et de sa très grande expérience des lignes commerciales, indispensables au pays en ces temps difficiles, afin de pouvoir renforcer les relations avec tout l'empire colonial, ainsi qu'avec les nations alliées.
Il effectue, tout de même en 1939, avec le capitaine Paul Codos et sous les ordres de leur chef de mission, le capitaine de frégate Henri-Laurent Daillière, de longues missions de reconnaissance de « routes commerciales » au-dessus de l'Atlantique-Sud, aux commandes du Farman F.2234 no 1 F-AQJM Camille Flammarion, dans le but d'essayer de localiser le croiseur cuirassé de poche de la Kriegsmarine l'Admiral Graf Spee, ce dernier menant des missions dans l'hémisphère sud afin de couler des navires de ravitaillement à destination de l'Europe.
Jamais découvert par l'aviation, le navire est finalement contraint de se saborder au large de Montevideo, à la suite des dégâts causés par la Royal Navy. Henri Guillaumet est rattaché, le 1er décembre 1939, au réseau d'Afrique, puis après l'Armistice de juin 1940, aux réseaux des lignes d'Orient. Les bureaux d'Air France étant déménagés à Marseille-Marignane, en zone libre, Henri Guillaumet et sa femme s'y installent, jusqu'à son dernier départ. Il totalise alors plus de 8300 heures de vol et 1 330 000 km parcourus.

### Dernier vol
Le 27 novembre 1940, à 10 h 17, Guillaumet décolle de Marignane vers Beyrouth, aux commandes du quadrimoteur Farman F 2234 no 3 Le Verrier immatriculé F-AROA, afin d'y convoyer Jean Chiappe, promu par le maréchal Pétain nouveau haut-commissaire de France au Levant pour la Syrie. Son équipage est composé de Marcel Reine, autre pionnier de l'Aéropostale, du radio Jean Le Duff, et des mécaniciens Fernand Franquès et Lucien Montaubin, alors que le capitaine Nicolas, attaché de cabinet du préfet, a pris place en tant que second passager. Paul Codos et Jean Dabry, arrivés la veille même de Bizerte à bord du Latécoère 522 Ville-de-St-Pierre, avaient prévenu le bureau d'Air France que, pour éviter un violent engagement des Italiens, dans une bataille aéronavale contre les Britanniques, ils avaient délibérément enfreint les consignes de la commission italienne d'armistice imposant aux avions français un itinéraire très précis, et ils avaient conseillé de faire de même ou alors de voler de nuit.
Toutefois, Guillaumet essuie un refus sans appel de la part du chef d'escale de Marseille, qui lui intime l'ordre de respecter strictement le plan de vol établi par la commission d'armistice en longeant les côtes de la Sardaigne jusqu'à son escale de Tunis. À 12 h 5, alors qu'il vole au-dessus de la Méditerranée, à environ 90 kilomètres des côtes africaines, le Farman, pourtant facilement identifiable par ses « bandes d'armistice » orange et rouge imposées par les Allemands, est pris à partie et abattu par un chasseur italien[réf. nécessaire]. Les stations d'écoute de Tunisie captent les derniers signaux de morse lancés par l'opérateur radio : « Sommes mitraillés ! Avion en feu ! SOS ! SOU… » (en signal morse, le « S » étant signifié par trois points courts et le « U » par deux points courts et un trait long, le message indique que le radiotélégraphiste a été brutalement interrompu dans l'émission du signal de secours).
Aussitôt alerté, le torpilleur Typhon fait route vers les lieux du drame. Il n'y trouve que quelques débris difficilement identifiables et une ceinture de sauvetage aux marques d'Air France. Dans l'après-midi même, Radio Rome confirme le combat et la chute d'un gros avion inconnu, puis ne réitère plus son communiqué[réf. nécessaire]. Dès le lendemain, le gouvernement du régime de Vichy, par le biais du vice-président du conseil Pierre Laval, émet de vives protestations auprès du gouvernement britannique, accusant l'un de leurs pilotes d'avoir abattu l'avion civil, permettant à cette thèse de rester pour longtemps la seule officielle, Chiappe pouvant avoir représenté une menace pour les intérêts britanniques au Proche-Orient.
Pourtant, un opérateur de la station de radiogoniométrie de Tunis, resté à l'écoute au-delà de l'ultime message de l'avion, a, le jour même, parfaitement identifié certaines communications des pilotes italiens rentrant à leur base, l'un d'eux annonçant triomphalement avoir « abattu un gros appareil inconnu ». En pleine période de collaboration avec l'occupant germano-italien, il était politiquement plus utile, pour l'État français, de faire porter la responsabilité de cet « accident » aux Anglais plutôt qu'aux Italiens. Cette hypothèse d'un tir italien est émise en 1976 par Alain Decaux, à partir des témoignages de Gabriel Puaux, Dunstan Curtis et Jean Dabry.
Cité à l'ordre de la Nation le 11 décembre suivant, Henri Guillaumet reçoit un hommage unanime, à l'exemple du quotidien Paris-Soir, daté du 2 décembre proclamant : « La France, en perdant Henri Guillaumet, perd son plus grand pilote de ligne. »
Les carnets de vol de Guillaumet, couvrant la période de 1926 à 1940, sont conservés aux Archives nationales.

## Distinctions et honneurs

### Décorations
- Officier de la Légion d'honneur (octobre 1935)
  -  Chevalier de la Légion d'honneur (18 janvier 1928) pour avoir participé au sauvetage de plusieurs pilotes uruguayens des mains des Maures, alors qu'il volait sur la ligne Casablanca-Dakar.
- Chevalier de l'ordre du Ouissam alaouite (20 juin 1937)

### Prix
- En mars 1930, il est honoré de la médaille de vermeil de l'Aéroclub de France.
- En 1937, il est récompensé du Prix Gourp Érable (du nom des deux pilotes des Lignes Latécoère assassinés par les Maures en 1926), décerné par l'aéroclub de France, pour avoir accompli 51 traversées de l'Atlantique-Sud, soit 162 617 km, dont 108 745 km pour la seule année 1936.
- En 1937, il reçoit le Trophée Clifford B. Harmon, de la Ligue internationale des aviateurs.
- En 1938, il est lauréat du prix Henry Deutsch de la Meurthe, de l'Académie des sports, récompensant un fait sportif pouvant entraîner un progrès matériel, scientifique ou moral, pour l’humanité. En l’occurrence, sa première traversée de l'Atlantique Nord.

### Records et épreuves
- Le 15 juin 1925, il remporte l'épreuve Military Zenith, réservée aux seuls pilotes militaires.
- Le 14 juillet 1939, il obtient, aux commandes du Latécoère 521 Lieutenant de vaisseau Paris, le Ruban bleu du record de la traversée de l'Atlantique Nord par hydravion.

## Hommages
- En 1939, son ami Antoine de Saint-Exupéry lui dédie son troisième roman, Terre des hommes, de la manière suivante, « Henri Guillaumet, mon camarade, je te dédie ce livre ».
- En 1947, l'hydravion hexamoteur Latécoère 631 no 3 F-BANU est officieusement baptisé Henri Guillaumet, sans que le nom de l'aviateur ne soit mentionné sur sa coque.
- Les trois écoles du quartier Montaudran à Toulouse (anciennement école de garçons, école des filles et école maternelle) portent le nom Henri Guillaumet.
- En 1973, la Poste émis un timbre à son effigie, conjointement à celle de Paul Codos, dans la série philatélique de la Poste aérienne.
- En décembre 1998, une plaque commémorative est apposée par une expédition française et chilienne, une expédition organisée par Marc Turrel sur les lieux de son atterrissage forcé dans les Andes, aux bords de la Laguna del Diamante. Cette action mémorielle fut parrainée par l'ambassadeur de France à Buenos Aires, Jean-Michel Gaussot
- En 2001, Juan Gualberto Garcia, le jeune berger qui secourut Guillaumet dans les Andes le 19 juin 1930, fut récompensé de la Légion d'honneur, des mains du président de la République française, Jacques Chirac. Il est décédé le 14 décembre 2011, à l'âge de 95 ans.

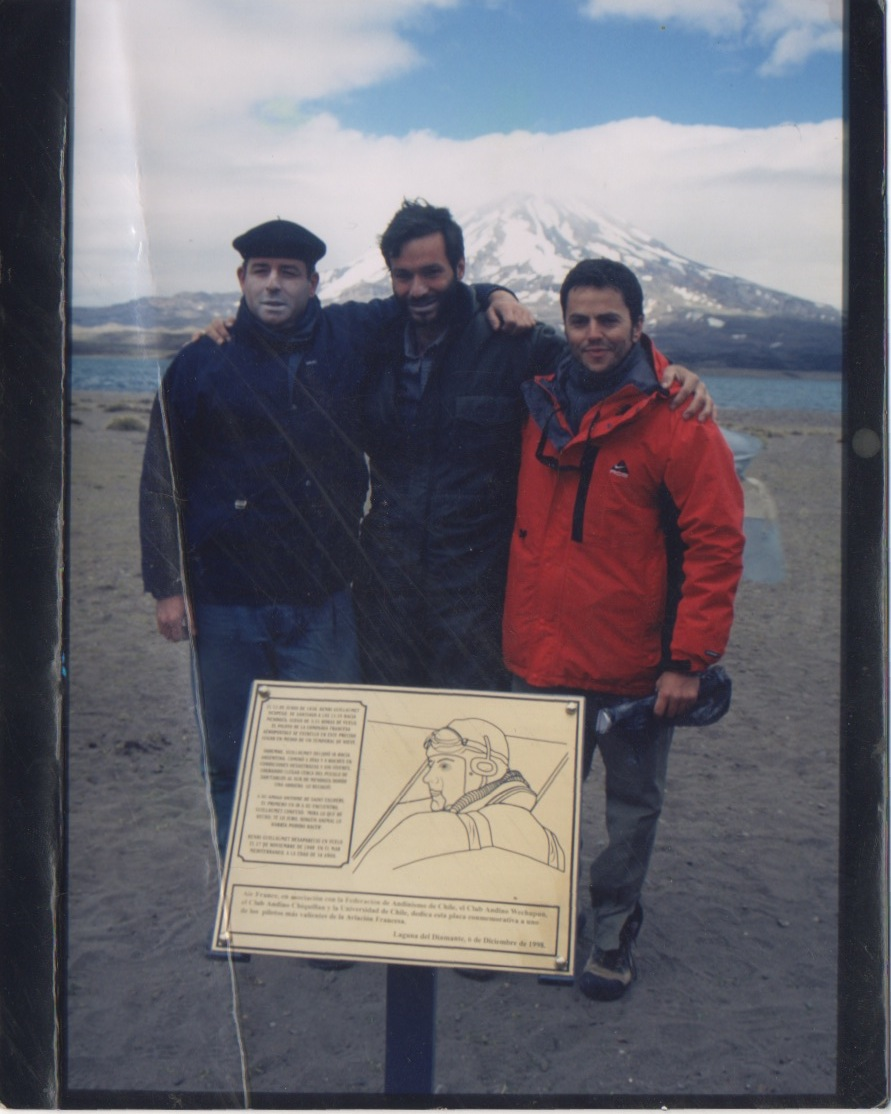
Marc Turrel, Christian Fedabeille. Expédition à la Laguna del Diamante (Argentine). Pose de la plaque commémorative Henri Guillaumet (1998)

- La promotion 1989 de l'École militaire de l'air à Salon-de-Provence porte le nom de son parrain : Promotion lieutenant Henri Guillaumet.
- 2 aéroclubs en France portent le nom d'Henri Guillaumet : ACHG Aéroclub Henri Guillaumet depuis 1946 à Lognes Emerainville et l'Aéroclub régional Henri Guillaumet Aquitaine Hydravion à Biscarrosse.

## Filmographie
- Son personnage apparaît sous les traits du comédien Benoist Brione dans la mini-série L'Aéropostale, courrier du ciel de Gilles Grangier, diffusée sur FR3 entre décembre 1980 et janvier 1981.
- Dans le téléfilm de Robert Enrico, réalisé en 1994, Saint-Exupéry : La Dernière Mission, son rôle est joué par le comédien belge Jean-Paul Comart.
- En 1996, dans le film Saint-Ex, réalisé par le Britannique Anand Tucker, c'est l'acteur Daniel Craig qui interprète son personnage.
- Depuis 1996, le Futuroscope lui rend hommage dans un film en IMAX 3D, produit et réalisé par Jean-Jacques Annaud : Guillaumet, les ailes du courage. où son rôle est tenu par l'acteur américain Craig Sheffer.
- En 2024, dans le film Saint-Ex, du réalisateur franco-argentin Pablo Agüero, l'acteur Vincent Cassel tient son rôle. Le film raconte sa survie légendaire à travers son ami Antoine de Saint-Exupéry.